# Weinmannia pauciflora
Weinmannia pauciflora är en tvåhjärtbladig växtart som beskrevs av Edward Bradford. Weinmannia pauciflora ingår i släktet Weinmannia och familjen Cunoniaceae. Inga underarter finns listade i Catalogue of Life.